# Лебедев, Александр Алексеевич (хоккеист)
Александр Алексеевич Лебедев (род. 30 июля 1994, Рыбинск, Ярославская область) — российский хоккеист, нападающий.

## Биография
Воспитанник ярославского «Локомотива». В сезонах 2011/12 — 2013/14 играл в МХЛ за команду «Локо», также выступал в ВХЛ за «Локомотив» и
«Локомотив ВХЛ» (2012). Затем выступал в ВХЛ за клубы «Рязань» (2014/15 — 2015/16, 2017/18), «Молот-Прикамье» (2016/17, 2018/19). В сезоне 2019/20 играл в чемпионате Белоруссии зв «Металлург» Жлобин, в следкующем сезоне выступал за французский
«Марсель».
Участник чемпионата мира среди юниоров 2012. Победитель хоккейного турнира зимней Универсиады 2015.